# Kibatalia
Genre
Kibatalia est un genre de plantes à fleurs de la famille des Apocynaceae, décrit pour la première fois en 1826. Ce sont des arbres et des arbrisseaux.
Initialement appelé Hasseltia, il est renommé en Kibatalia. Kibatalia est originaire de Chine et d'Asie du Sud-Est,.

## Espèces
Le genre Kibatalia comporte les espèces suivantes
1. Kibatalia arborea (Blume) G.Don – Thaïlande, Philippines, Malaisie, Bornéo, Sumatra, Java, Sulawesi
2. Kibatalia blancoi (Rolfe ex Stapf) Merr. – Philippines
3. Kibatalia borneensis (Stapf) Merr. – Sarawak
4. Kibatalia elmeri Woodson – Luzon
5. Kibatalia gitingensis (Elmer) Woodson – Philippines
6. Kibatalia laurifolia (Ridl.) Woodson – Vietnam, Cambodge, Thaïlande, Malaisie
7. Kibatalia longifolia Merr. – Mindanao
8. Kibatalia macgregori (Elmer) Woodson – Sibuyan
9. Kibatalia macrophylla (Pierre ex Hua) Woodson – Yunnan, Indochina
10. Kibatalia maingayi (Hook.f.) Woodson – Thaïlande, Malaisie, Bornéo, Sumatra, Mindanao
11. Kibatalia merrilliana Woodson – Leyte, Samar
12. Kibatalia puberula Merr. – Samar aux Philippines
13. Kibatalia stenopetala Merr. – Luzon, Dinagat, Mindanao
14. Kibatalia villosa Rudjiman – Malaisie, Bornéo
15. Kibatalia wigmani (Koord.) Merr. – Sulawesi

Espèces anciennement incluses
1. Kibatalia africana (Benth.) Merr. =Funtumia africana (Benth.) Stapf
2. Kibatalia elastica (Preuss) Merr. = Funtumia elastica (Preuss) Stapf
3. Kibatalia latifolia (Stapf) Merr. = Funtumia africana (Benth.) Stapf
4. Kibatalia scheffieri (K.Schum.) Merr. = Funtumia africana (Benth.) Stapf
5. Kibatalia zenkeri (K.Schum.) Merr. = Funtumia africana (Benth.) Stapf

## Liste d'espèces
Selon Catalogue of Life (7 août 2018), World Checklist of Selected Plant Families (WCSP) (7 août 2018) et The Plant List (7 août 2018) :
- Kibatalia arborea (Blume) G.Don (1837)
- Kibatalia blancoi (Rolfe ex Stapf) Merr. (1920 publ. 1921)
- Kibatalia borneensis (Stapf) Merr. (1920 publ. 1921)
- Kibatalia elmeri Woodson (1936)
- Kibatalia gitingensis (Elmer) Woodson (1936)
- Kibatalia laurifolia (Ridl.) Woodson (1936)
- Kibatalia longifolia Merr. (1920 publ. 1921)
- Kibatalia macgregorii (Elmer) Woodson (1936)
- Kibatalia macrophylla (Pierre ex Hua) Woodson (1936)
- Kibatalia maingayi (Hook.f.) Woodson (1936)
- Kibatalia merrilliana Woodson (1936)
- Kibatalia puberula Merr. (1926)
- Kibatalia stenopetala Merr. (1920 publ. 1921)
- Kibatalia villosa Rudjiman (1986 publ. 1987)
- Kibatalia wigmanii (Koord.) Merr. (1920 publ. 1921)

Selon Tropicos (7 août 2018) (Attention liste brute contenant possiblement des synonymes) :
- Kibatalia africana (Benth.) Merr.
- Kibatalia anceps (Dunn & R. H. Williams) Woodson
- Kibatalia arborea G. Don
- Kibatalia blancoi (Rolfe ex Stapf) Merr.
- Kibatalia borneensis (Stapf) Merr.
- Kibatalia daronensis (Elmer) Woodson
- Kibatalia elastica (Preuss) Merr.
- Kibatalia fragrans Elmer
- Kibatalia gitingensis (Elmer) Woodson
- Kibatalia latifolia (Stapf) Merr.
- Kibatalia laurifolia (Ridl.) Woodson
- Kibatalia longifolia Merr.
- Kibatalia luzonensis Woodson
- Kibatalia macgregorii (Elmer) Woodson
- Kibatalia macrophylla (Pierre ex Hua) Woodson
- Kibatalia maingayi (Hook. f.) Woodson
- Kibatalia merrilliana Woodson
- Kibatalia merrittii (Merr.) Woodson
- Kibatalia microphylla (Pit.) Woodson
- Kibatalia puberula Merr.
- Kibatalia scheffieri (K. Schum.) Merr.
- Kibatalia stenopetala Merr.
- Kibatalia villosa Rudjiman
- Kibatalia wigmanii (Koord.) Merr.
- Kibatalia zenkeri (K. Schum.) Merr.